# Tour Civette
La Tour Civette (en italien : Torre Civette) est située sur la bande côtière de Scarlino, dans la province de Grosseto en Toscane. Elle domine un promontoire au sud de Cala Violina près de l'embouchure du torrent Alma, au cœur de la zone naturelle protégée (Marais et Côtes de Scarlino) du Bandite di Scarlino
.

## Histoire
La tour a été reconstruite au XVIe siècle à la place d'une fortification médiévale préexistante et était un point de référence fondamental dans le système défensif de la Principauté de Piombino, exerçant principalement des fonctions de tour de guet.
Le bâtiment a subi quelques rénovations au cours du XVIIIe siècle et a été abandonné de ses fonctions d'origine dans la première moitié du siècle suivant.
Plus tard, la fortification a été transformée en résidence privée, étant incorporée au domaine agricole voisin ; au cours du siècle dernier, il a subi d'autres travaux de restauration qui ont complètement changé son aspect initial.

## Description
La tour, immergée dans le maquis méditerranéen, est divisée en plusieurs niveaux, présentant une section quadrangulaire et des murs entièrement crépis, à la suite des derniers travaux de restauration.
La partie supérieure de la tour a été entièrement modifiée avec la construction d'un toit à quatre pentes légèrement prononcées à la place de la terrasse sommitale d'origine.